# Robert de Brus (4e heer van Annandale)
Robert IV de Brus (overl, 1226-33) was heer van Annandale.
Hij was een zoon van Willem de Brus en Christina of Beatrix van Teyden. Robert huwde met Isabella of Isobel, een dochter van David van Schotland, graaf van Huntingdon, door middel van dit huwelijk kwam Robert in het bezit van de landerijen Writtle en Hatfiel Broadoak in de provincie Essex. Hij kreeg met Isobel een zoon en opvolger Robert de Brus, 5e heer van Annandale.